# Tora
Tora eller Torah (תּוֹרָה) er et hebræisk ord med betydningen "belæring" eller "lov". Det bruges primært som betegnelse for jødedommens vigtigste helligskrift, en samling af de fem Mosebøger, som udgør den første sektion af Tanakh – den jødiske bibel.
Roden for ordet kommer fra yod-resh-heh (ירה), at lære eller undervise, henførende til ordet som en art vejledning, men kan også relateres til roden taw-waw-resh (תור), at føre nogen til et sted eller søge et sted ud. Torah bruges i bibelen både i forhold til væremåder/manerer, menneskeskabte love, Guddommelige åbenbarede på- og forbud, samt i forhold til forældres instruktion/opdragelse af deres børn.
Tora bruges dog også i udvidet forstand til at betegne hele den jødiske bibel, og i en endda videre forstand kan udtrykket betegne den skrevne lov (torah she-bikhtav) såvel som den mundtligt overleverede lov (torah she-be‘al peh), der findes overleveret i Mishna (men Mishna er en del af Talmud. Den anden del hedder Gemara) Talmud.
Toraen kaldes undertiden også ved den græske betegnelse pentateuken (af græsk πεντάτευχος pentáteuchos "fem-hylster") efter de fem hylstre, som de fem skriftruller blev opbevaret i. Andre navne er: hamisha humshei torah (חמשה חומשי תורה "de fem dele af toraen") eller humash (חומש "femtedel"). En enkelt skriftrulle blandt de fem kaldes en sefer tora.
De fem Mosebøger med deres hebræiske navne er: Første Mosebog (בראשית, Bereshit), Anden Mosebog (שמות, Shemot) Tredje Mosebog (ויקרא, Vayikra), Fjerde Mosebog (במדבר, Bamidbar), og Femte Mosebog (דברים, Devarim).
Toraen indeholder ifølge jødisk tradition 613 obligatoriske bud, som jøder skal overholde; 248 påbud og 365 forbud.